# BREXY
BREXY（ブレクシー）は、Bリーグに所属する宇都宮ブレックス専属のチアリーディングチームである。宇都宮市出身のYUKAがディレクターを務める。
栃木ブレックスとともに2007年発足。ホームゲームでのパフォーマンスに加え、地域密着活動やチアダンススクールなども展開する。メンバーは他の仕事を持ちながら活動しており、限られた時間の中で練習を重ねている。
チームのこだわりは「こだわりがないところ」。